# Velika nagrada Lausanna 1949
Velika nagrada Lausanna 1949 je bila petnajsta dirka za Veliko nagrado v Sezoni Velikih nagrad 1949. Odvijala se je 27. avgusta 1949 v mestu Lausanne. 

## Rezultati

### Dirka
| Poz | Dirkač                  | Moštvo                     | Dirkalnik        | Krogi | Čas/Odstop |
| --- | ----------------------- | -------------------------- | ---------------- | ----- | ---------- |
| 1   | Giuseppe Farina         | Officine Alfieri Maserati  | Maserati 4CLT    | 90    | 2:44:27.3  |
| 2   | Alberto Ascari          | Scuderia Ferrari           | Ferrari 125      | 90    | 2:45:48.0  |
| 3   | Emmanuel de Graffenried | Privatnik                  | Maserati 4CLT    | 87    | +3 krogi   |
| 4   | Franco Cortese          | Scuderia Ferrari           | Ferrari 125      | 87    | +3 krogi   |
| 5   | Louis Chiron            | Automobiles Talbot Darracq | Talbot-Lago T26C | 86    | +4 krogi   |
| 6   | Luigi Villoresi         | Scuderia Ferrari           | Ferrari 125      | 86    | +4 krogi   |
| 7   | Johnny Claes            | Privatnik                  | Talbot-Lago T26C | 85    | +5 krogov  |
| 8   | Antonio Branca          | Privatnik                  | Maserati 4CL     | 85    | +5 krogov  |
| 9   | David Murray            | Privatnik                  | ERA B            | 84    | +6 krogov  |
| 10  | Peter Whitehead         | Privatnik                  | Ferrari 125      | 84    | +6 krogov  |
| Ods | Princ Bira              | Enrico Platé               | Maserati 4CLT    | 69    |            |
| Ods | Raymond Sommer          | Automobiles Talbot Darracq | Talbot-Lago T26C | 48    |            |
| Ods | Philippe Étancelin      | Automobiles Talbot Darracq | Talbot-Lago T26C | 34    |            |
| Ods | Frankie Sechéhaye       | Privatnik                  | Maserati 6CM     | 24    |            |
| Ods | David Hampshire         | Privatnik                  | Maserati 6CM     | 14    |            |
| Ods | Hans Stuck              | AFM                        | AFM 1            | 6     |            |